# Свети Георги (дем Пела)
Вижте пояснителната страница за други значения на Свети Георги.
Свети Георги (на гръцки: Άγιος Γεώργιος, Агиос Георгиос), на турски Дорт Армутлар, е село в Егейска Македония, дем Пела на административна област Централна Македония.

## География
Селото е разположено на надморска височина от 10 m в Солунското поле, на 15 km западно от Енидже Вардар (Яница) и на 2 km западно от Кадиново (Галатадес).

## История

### В Османската империя
Селото вероятно е основано от християни бежанци от Мъглен, бягащи на юг след от ислямизацията на областта. В XIX век Свети Георги е село в Ениджевардарска каза на Османската империя. Църквата „Свети Георги“ е изгорена в 1877 година от отседнали в селото османски войски на път за Одрин по време на Руско-турската война. Александър Синве („Les Grecs de l’Empire Ottoman. Etude Statistique et Ethnographique“), който се основава на гръцки данни, в 1878 година пише, че в Агиос Георгиос (Ayos-Georgios), Воденска епархия, живеят 150 гърци. Към 1900 година според статистиката на Васил Кънчов („Македония. Етнография и статистика“) Св. Георги (Дортъ Армутларъ) брои 160 жители българи.
По данни на секретаря на Българската екзархия Димитър Мишев („La Macédoine et sa Population Chrétienne“) в 1905 година в Дурт Армуд (Deurt-Armoud) има 256 българи патриаршисти гъркомани.
Кукушкият околийски училищен инспектор Никола Хърлев пише през 1909 година:
| „ | Св. Георги (Дьорт Армутлар), 4/III, 3/4 ч. от Кадийно село. Всичко 20 български екзархийски къщи, чифлик. От Патриаршията се отказало през 1903 г., обаче черквата останала отворена. Тя няма никакви имоти. Тук се черкуват и селяните от ближното село Гропино (12 къщи). Почвата е много плодородна, та макар и чифлик, селото не е толкоз западнало в економическо отношение. За първа година се отваря училище. Училището е земница, с таван, 2 прозореца без стъкла, големина 3Х4Х2 1/2 m. | “ |

### В Гърция
През Балканската война в 1912 година селото е окупирано от гръцки части и остава в Гърция след Междусъюзническата война в 1913 година.
Боривое Милоевич пише в 1921 година („Южна Македония“), че Свети Джордже (Свети Ђорђе) има 15 къщи славяни християни и 3 къщи цигани мохамедани.
В селото не са заселвани гърци бежанци. То е доста богато, тъй като землището му се напоява цялостно. Произвежда се овошки - праскови, круши, както и жито, памук и други. Развито е и краварството.
| Година    | 1913 | 1920 | 1928 | 1940 | 1951 | 1961 | 1971 | 1981 | 1991 | 2001 | 2011 | 2021 |
| --------- | ---- | ---- | ---- | ---- | ---- | ---- | ---- | ---- | ---- | ---- | ---- | ---- |
| Население | 100  | 125  | 168  | 240  | 293  | 321  | 332  | 307  | 321  | 359  | 232  | 183  |